# NBA 2K6
NBA 2K6 is een computerspel dat werd ontwikkeld door Visual Concepts en uitgegeven door 2K Sports. Het spel kwam in 2005 uit voor de PlayStation 2, Xbox, Xbox 360. Met het sportspel kan de speler basketbal spelen. Het spel is de zevende spel uit de serie NBA 2K en de eerste die voor de Xbox 360 uitkwam. Het spel kent veel NBA spelers, zoals Shaquille O'Neal, Steve Nash en Amar'e Stoudemire. Het spel voor de Xbox 360 kent een VIP feature, waarbij de speler profielen die door anderen zijn gemaakt kan downloaden en hier tegen spelen. Het commentaar tijdens de wedstrijd wordt verzorgd door Kevin Harlan en Kenny Smith met ondersteuning van Craig Sager.

## Platforms
| Platform      | Jaar |
| ------------- | ---- |
| PlayStation 2 | 2005 |
| Xbox          | 2005 |
| Xbox 360      | 2005 |

## Prijzen
- 2005 – 6e Spel van het jaar voor Xbox
- 2005 – 1e Sportspel van het jaar voor Xbox, Xbox 360 en PS2

## Ontvangst
| Beoordeeld door       | Platform      | Datum             | Score |
| --------------------- | ------------- | ----------------- | ----- |
| The Video Game Critic | PlayStation 2 | 10 december 2005  | 100%  |
| Gamesmania            | Xbox          | 22 mei 2006       | 92%   |
| DarkZero              | Xbox 360      | 1 juni 2006       | 87%   |
| Game Freaks 365       | Xbox 360      | 1 januari 2006    | 85%   |
| GameZone              | PlayStation 2 | 17 oktober 2005   | 85%   |
| Gamer 2.0             | PlayStation 2 | 26 december 2005  | 81%   |
| videogamer.com        | PlayStation 2 | 30 mei 2006       | 80%   |
| Video Game Talk       | Xbox 360      | 10 februari 2006  | 80%   |
| IGN                   | Xbox          | 26 september 2005 | 80%   |
| IGN                   | Xbox 360      | 15 november 2005  | 78%   |
| Console Obsession     | PlayStation 2 | 1 mei 2006        | 60%   |
| Jeuxvideo.com         | Xbox 360      | 28 april 2006     | 60%   |

## Trivia
- Op de cover van het computerspel staat de Amerikaanse basketballer Shaquille O'Neal, die op dat moment bij Miami Heat speelde.